# Ellen Jansen
Ellen Jansen (Markelo, 1992. október 6. –) világbajnoki ezüstérmes holland női válogatott labdarúgó. Az Ajax csatára.

## Pályafutása

### Klubcsapatokban
11 év szolgálat után 2018. május 24-én szerződött le az Ajaxhoz. Az enschedei csapatban 190 meccsen 123 gólt termelt.

### A válogatottban
A brazil válogatott ellen debütált a felnőttek között 2010. december 12-én. Sylvia Smit cseréjeként lépett pályára a mérkőzés 85. percében

## Sikerei

### Klubcsapatokban
Holland bajnok (2):
- FC Twente (2): 2010–11, 2015–16

 Holland kupagyőztes (2):
- FC Twente (1): 2014–15
- Ajax (1): 2018–19

### A válogatottban
Hollandia
- Világbajnoki ezüstérmes: 2019
- Algarve-kupa győztes: 2018